# 효은태자
효은태자 왕원(孝隱太子 王垣)은 고려의 왕자이며 태조(太祖)와 동양원부인(東陽院夫人)의 소생이다. 개국공신 유금필(庾黔弼)의 외손자이다. 광종 연간에 광종에 의해 사사되었다.
별칭은 동양군(東陽君), 동양대군(東陽大君)이며 다른 이름은 왕숙(王肅)이다. 고려 왕조의 초기 왕족이며 방계에 해당되나, 그의 후손은 개성 왕씨의 약 90%를 차지한다고 한다.

## 생애
어머니 동양원부인은 고려의 개국공신인 유금필의 딸이다. 다른 별칭으로는 동양군(東陽君), 또는 동양대군(東陽大君)으로 부른다. 동복 친형인 효목태자(孝穆太子) 왕의(王義)는 일찍이 출가하여 불교 승려가 되었다. 승려가 된 친형 왕의에 대한 기록은 전하지 않으나, 개성왕씨성원록에 의하면 평주 출신 시중 유방(庾方)에게 출가한 딸이 하나 있고, 외손자 유달(庾達)은 공부상서를 지냈다 한다.
그의 어린 시절에 대해서는 정확히 전하지 않는다. 고려사에 따르면, “성품이 사납고, 하찮은 사람들과 사귀어 몰래 다른 생각을 품으므로 광종이 그를 처형하였다.” 광종은 군소배와 사귀면서 다른 마음을 먹고 있다는 이유로 처형하였다.
| “ | 효은태자는 그 이름이 전하지 않는다. 혹은 동양군(東陽君)이라고도 불렀는데, 성격이 난폭하였으며 작당하여 반역을 꾸미려는 뜻을 품고 있었으므로 광종이 사약을 내렸다. 그의 아들 왕임(王琳)과 왕정(王禎)은 효은이 자결할 때 어렸기 때문에 죽음을 면하여 도망칠 수 있었다. | ” |

광종은 이복동생 효은태자에게 사약을 내리면서, 성격이 난폭하였으며 작당하여 반역을 꾸미려는 뜻을 품고 있었다 고 했다. 아들 왕임(王琳, 왕림)과 왕정(王禎)은 어리므로 죽임을 면하고 도망하여 민가(民家)에 은신하여 생존하다가 후일 강조(康兆)가 정권을 잡았을 때 작위를 주고 노비와 토지를 받고 종실의 적(籍)에 올리게 하였다.

## 가족 관계
- 조부 : 세조(世祖, ? ~ 897)
- 조모 : 위숙왕후 한씨(威肅王后 韓氏)
  - 아버지 : 태조(太祖, 877~943 재위: 918~943)
  - 외조부 : 고려 개국공신 삼중대광 유금필(三重大匡 庾黔弼, ? ~941)
  - 외조모 : 미상
  - 어머니 : 동양원부인 유씨(東陽院夫人 庾氏)
    - 형 : 효목태자 왕의(孝穆太子 王義)
    - 형수 : 이름 미상
      - 조카: 왕씨, 평주인 유방(庾方)에게 출가

    - 부인 : 미상
      - 아들 : 동양군 왕림(東陽君 王琳)
      - 아들 : 온결공 왕정(溫潔公 王禎, ? ~ 1013년 3월) 다른 이름은 왕유(王裕)
        - 손녀 : 양여양(梁餘讓)에게 출가
        - 손자 : 왕경수

## 기타
아들 왕림은 상서 좌복야를 지내고 동양군에 봉해졌고, 아들 왕정은 태자 첨사, 상경거도위를 지내고, 사후 증 호부상서에 추증되었으며, 온결공의 시호를 받았다. 그의 후손들은 비교적 번성하여 개성 왕씨 중 다수를 차지하고 있다.

## 효은태자가 등장하는 작품
- 《제국의 아침》(KBS, 2002년~2003년, 배우: 고동현, 박진형)
- 《빛나거나 미치거나》(MBC, 2015년~2015년, 배우: 지은성)
- 《달의 연인 - 보보경심 려》(SBS, 2016년~2016년, 배우: 윤선우)

## 참고 문헌
- 고려사
- 고려사절요
- 김창현, 광종의 제국 (푸른역사, 2003) 286~287pp